# Veliki Kozinac
Veliki Kozinac is een plaats in de gemeente Barilović in de Kroatische provincie Karlovac. De plaats telt 31 inwoners (2001).